# Karl Scherffer
Karl Scherffer (auch Carl; * 9. November 1716 in Gmunden; † 24. Juli 1783 in Wien) war ein österreichischer Jesuit, Mathematiker, Astronom und Physiker.

## Leben
Scherffer besucht das Gymnasium von Steyr. 1736 trat er in den Jesuitenorden ein. In Graz studierte er Philosophie, dann lehrte er ab 1739 Humaniora in Krems, bevor er 1740/1741 Mathematik bei Erasmus Fröhlich in Wien studierte. Anschließend ging er nach Graz, um Theologie zu studieren. Dort empfing er 1746 die Priesterweihe. 1748 war er in Judenburg, dann ging er an die Universität Graz, an der zum Magister der Philosophie graduiert wurde. Er wurde in Graz Lehrer der Mathematik und erhielt 1750 als Präfekt die Aufsicht über die Grazer Sternwarte.
Scherffer wurde 1750 Mitglied der Philosophischen Fakultät der Universität Wien. 1751 erhielt er eine Stelle als öffentlicher Lehrer der Anfangsgründe der Mathematik und Physik und wurde dann Ausbilder für die Mathematiklehrer der Jesuitenschulen. Nach der Aufhebung des Jesuitenordens 1773 wurde er auf eine Stelle als ordentlicher Professor der Mathematik an der Wiener Universität berufen. Dort lehrte er bis zu seinem Tod. Er soll Doktor der Philosophie gewesen sein und über 40 Schriften publiziert haben.
Scherffer war der erste Hochschullehrer der Isaac Newtons Lehre an der Wiener Hochschule einführte.

## Werke (Auswahl)
- Institutionum Physicae, Trattner, Wien 1763.
- Abhandlung von den zufälligen Farben, Trattner, Wien 1765.
- Trigonometrischer Versuch von der Wahl des Standes, aus welchem man die Entfernung zweyer Oerter abmißt, Trattner, Wien 1766.
- Institutionum Analyticarum, 3 Bände, Trattner, Wien 1770–1772.
- Abhandlung von der Wasserschraube, Trattner, Wien 1774.
- Beyträge zu verschiedenen Wissenschaften: derer Theile durchaus gleichförmig sind, und die in mechanischen Untersuchungen öftern Gebrauch haben können, sammt der Anwendung auf die Bestimmung der Länge eines einfachen Pendels, Bernardi, Wien 1775.
- Institutiones geometricae sphaericae, Trattner, Wien 1776.
- Institutiones astronomiae theoreticae, Trattner, Wien 1777.
- Abhandlung über die geographische und orthographische Projektion einer bey dem Pole zusammen gedrückten Elliptoide, wie auch über die Figur des Erdschattens bey Mondesfinsternissen, Trattner, Wien 1778.
- Beyträge zur Meßkunst auf der Oberfläche der Erde, Trattner, Wien 1783.